# Briestfield
Briestfield – wieś w Anglii, w hrabstwie ceremonialnym West Yorkshire, w dystrykcie metropolitalnym Kirklees. Leży 19 km na południe od miasta Leeds i 259 km na północny zachód od Londynu.